# Louis Meyer
Louis Meyer, ameriški dirkač, * 21. julij 1904, Manhattan, New York, ZDA, † 7. oktober 1995, Searchlight, Nevada, ZDA.
Meyer je v svoji karieri z dirkalnikom Miller devetkrat nastopil na dirki Indianapolis 500, na svoji prvi leta 1928 je tudi prvič zmagal. Dobil je tudi dirki v letih 1933 in 1936 ter tako postal prvi trikratni zmagovalec dirke. Zadnjič je nastopil leta 1939. Leta 1936 je začel tradicijo pitja mleka ob zmagi, ki je še vedno živa. V letih 1928, 1929 in 1933 je osvojil ameriško prvenstvo AAA. 
Umrl je leta 1995 v starosti enaindevetdeset let, pokopan je na pokopališču Inglewood Park Cemetery. Leta 1992 je bil sprejet v Mednarodni motošportni hram slavnih.